# Ambulyx bima
Ambulyx bima là một loài bướm đêm thuộc họ Sphingidae. Nó được miêu tả bởi Rothschild và Jordan, năm 1903, và được tìm thấy ở Indonesia.

## Phụ loài
- Ambulyx bima bima (Sumbawa)
- Ambulyx bima schmickae Brechlin, 1998 (Flores)
- Ambulyx bima timoriana Brechlin, 2009 (Timor)